# 가면날여우박쥐
가면날여우박쥐(Pteropus personatus)는 큰박쥐과에 속하는 박쥐의 일종이다. 말루쿠날여우박쥐 또는 말루쿠과일박쥐로도 불린다. 왕박쥐속에 포함되며, 인도네시아의 토착종이다. 근연종으로 이루어진 복합종의 일종이다. 사냥이 되는 종이다.

## 분포 및 서식지
가면날여우박쥐는 인도네시아 북부 말루쿠 제도의 토착종이다.